# Lambert Murphy
Lambert Murphy   (Springfield, 15 d'abril de 1885 - Hancock, 24 de juliol de 1954) va ser un cantant d'òpera estatunidenc de la corda de tenor.
Ensems que estudiava un curs acadèmic a la Universitat Harvard, va estudiar cant amb T.L. Cushman a Boston entre 1904 i 1908. Es va graduar a Harvard el 1908 amb el seu germà menor, Ray D. Murphy (1887–1964) (futur president de l'Equitable Life Assurance Society of the United States 19xx-1952), on van estar a "Harvard Glee Club", Harvard Quartet i la "Pi Eta Society".
Després d'haver ocupat càrrecs a diverses esglésies importants a Boston, Brookline i Fairhaven, va anar a Nova York el 1910 com a solista de l'església episcopal de St. Bartholomew a Manhattan. Després d'un nou estudi amb Isidore Luckstone, es va comprometre (1911) com a membre del Metropolitan Opera House. Murphy va fer la seva reputació principalment com a cantant de concerts, apareixent en molts dels grans festivals.
Va ser un artista de gravació popular per a Victor Talking Machine Company. Un conegut èxit registrat va ser «Smiles» de The Passing Show de 1918 i va ser popular durant la Primera Guerra Mundial. Lambert va actuar i va gravar molts duets amb el baríton Reinald Werrenrath. Murphy es va estrenar com a solista tenor en els quartets del Rèquiem de G. Verdi a Boston. Després de retirar-se del concert actiu, va donar lliçons privades de veu. Durant la Segona Guerra Mundial va ser inspector de productes de la "Western Electric Company".
Lambert es va casar amb Margaret Fraser. No tenien fills. Van residir a Keene i Munsonville, New Hampshire, gaudint de l'aire lliure, en particular de la caça i la pesca. Lambert va morir de càncer de gola el 25 de juliol de 1954 a Hancock, New Hampshire.